# Groléjac
Groléjac (occitan: Graulejac) là một xã, nằm ở Dordogne trong vùng Aquitaine của Pháp.

## Thông tin nhân khẩu
| Năm    | 1962 | 1968 | 1975 | 1982 | 1990 | 1999 | 2007 |
| ------ | ---- | ---- | ---- | ---- | ---- | ---- | ---- |
| Dân số | 499  | 484  | 506  | 541  | 545  | 580  | 610  |